# 皮斯庫瓦泰
48°58′40″N 35°54′50″E / 48.97778°N 35.91389°E
皮斯庫瓦泰（烏克蘭語：Піскувате）是烏克蘭東部哈爾科夫州別列斯京區的村莊。該村始建於1860年，面積0.14平方公里，海拔高度115米，2001年人口39，人口密度每平方公里278.6人。